# John Rutherford (homme politique américain)
Pour les articles homonymes, voir John Rutherford.
John Rutherford, né le 2 septembre 1952 à Omaha, est un homme politique américain, membre du républicain. Il est élu de Floride à la Chambre des représentants des États-Unis depuis 2017.

## Biographie
Rutherford devient policier et intègre le bureau du shérif de Jacksonville en 1974. Il est élu shérif en 2003 avec 78 % des suffrages. Il est réélu en 2007 et 2011.
En avril 2016, il annonce sa candidature à la Chambre des représentants des États-Unis dans le 4e district de Floride, où le républicain sortant Ander Crenshaw ne se représente pas. En raison de sa popularité, il est considéré comme l'un des favoris dans cette circonscription conservatrice autour de Jacksonville. Il remporte la primaire républicaine avec 39 % des voix, devançant six autres candidats. En novembre 2016, il est élu représentant en rassemblant 70 % des suffrages face au démocrate David Bruderly.